# Анагуакаллі музей
Анауакаллі музей (Anahuacalli Museum) — музей археологічних артефактів доколумбового періоду, що зібрав мексиканський художник Дієго Рівера ( 1886—1957 ).

## Назва
Анауакаллі в перекладі з мови індіанців науатль — «Будинок біля води».

## Передісторія і споруда музею

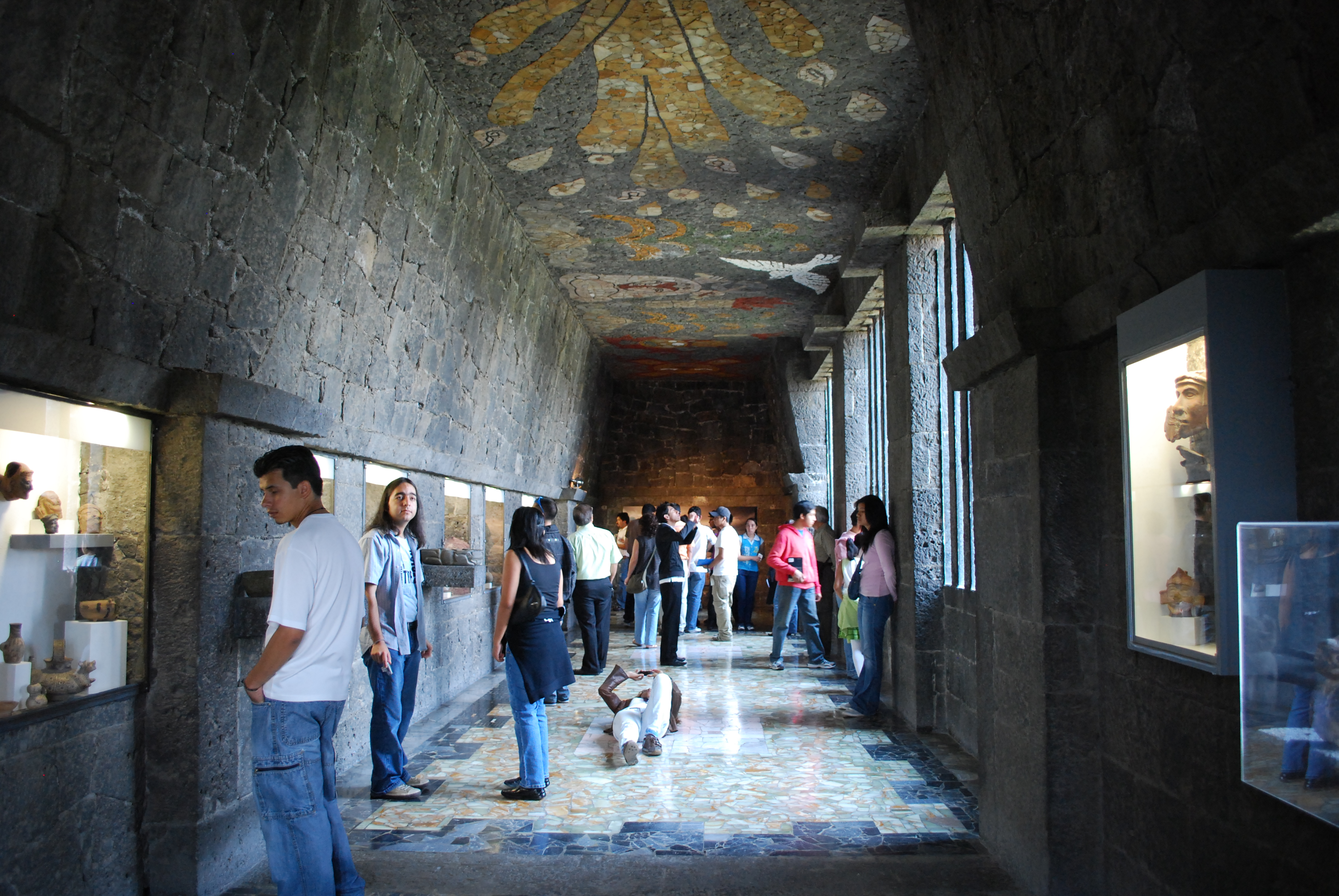

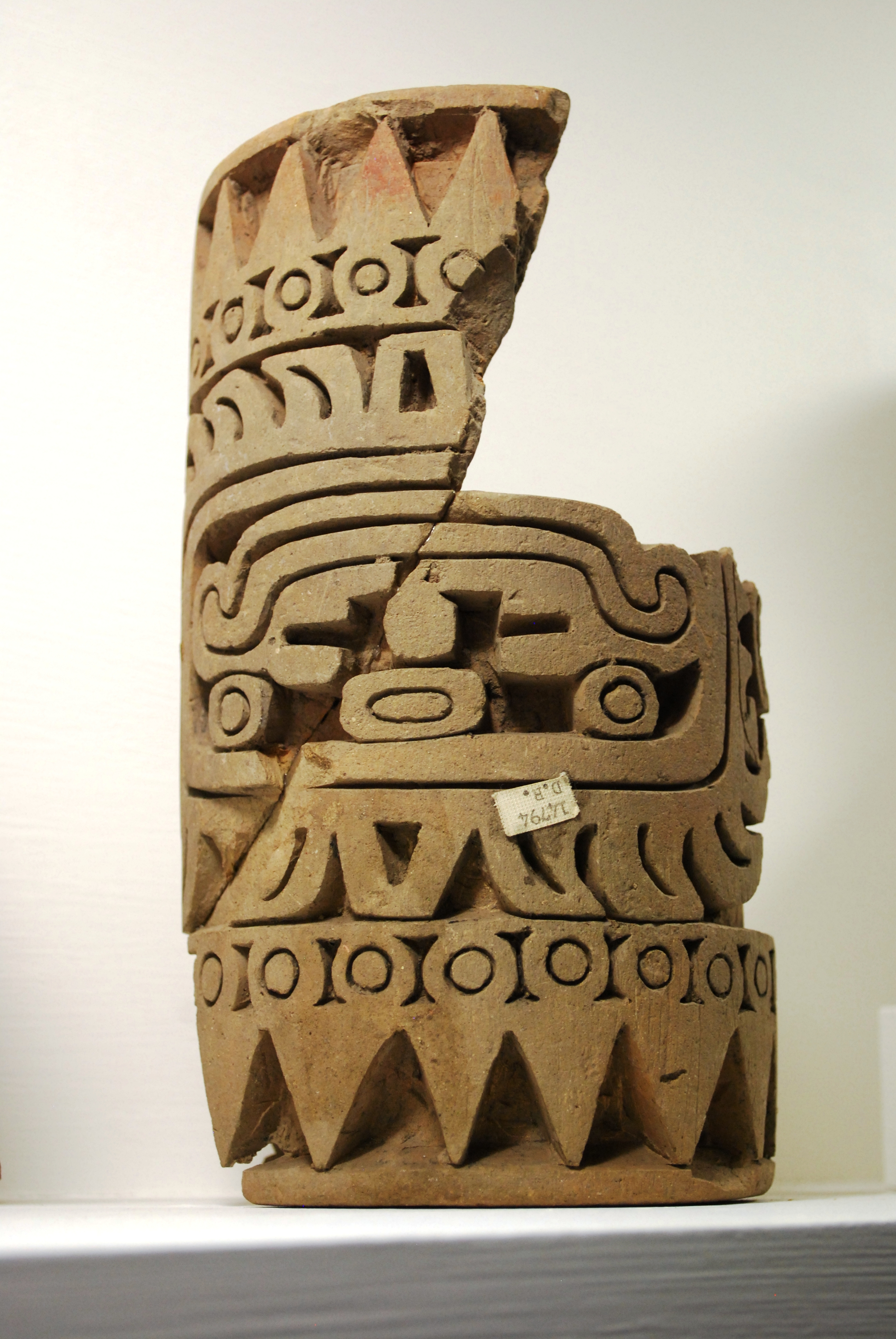

Дієго Рівера 1920 року після повернення з Франції почав ретельно вивчати мистецтво індіанців. На цій території у давнину мешкало декілька різних племен, що не були єдиним народом, як не було тут і одного панівного культурного центру. Мало історичних джерел дійшло до 20 століття, що примушувало ретельно вивчати як занотовані документи колоніальної доби, так і археологічні матеріали.
Так Рівера опинився серед тих, хто колекціонував витвори мистецтва індіанських племен доколумбового періоду. Згодом колекція художника нараховувала 50 000 артефактів. Для розташування колекції він і замислив вибудувати окреме приміщення. Він зажадав таке приміщення, щоби воно нагадувало індіанську архітектуру. Первісно він взагалі планував споруду як свою чергову резиденцію.
Згодом Рівера зажадав перетворити музей на культурний комплекс, що включав би архітектуру, музичні вправи і танцювальне мистецтво, театральне мистецтво, ремесла і навіть екологічні дослідження. Запропонована програма набула утопічності.
Намір був хибним і зі стилістикою, позаяк єдиного панівного стилю індіанської архітектури в стародавній Мескиці не існувало. Тому звернулись до стилізації під піраміди і храми культури Теотіуакан з елементами архітектури інших центрів. Так, і зібрані артефакти належали народам, що не були носіями культури Теотіуакан, а мали власні культурні центри і власні традиції, не пов'язані з центром у Теотіуакані.
Проект споруди належав мексиканському архітектору і приятелю художника Хуану О'Горману. Реалізація проекту затяглася (будували у 1942, у 1963). Споруду музею вибудували повністю лише по смерті Дієго Ривери (помер у 1957 р.) і закінчили 1964 року. Закінченню будівництва діяльно сприяли архітектори Хуан О'Горман, Геріберто Пагельсон,  донька художника Рут Рівера та меценатка Долорес Ольмеда, що надала необхідні кошти. Як будівельний матеріал був використаний вулканічний, темно-сірий, іноді майже чорний, природний камінь. Стіни у інтер'єрах залишені непотинькованими, що зовні наближало сучасну споруду до архаїчних і вузьких індіанських помешкань.
Головний вестибюль музею використовують для концертів, тимчасових виставок, різних урочистостей для обмеженої кількості відвідувачів.

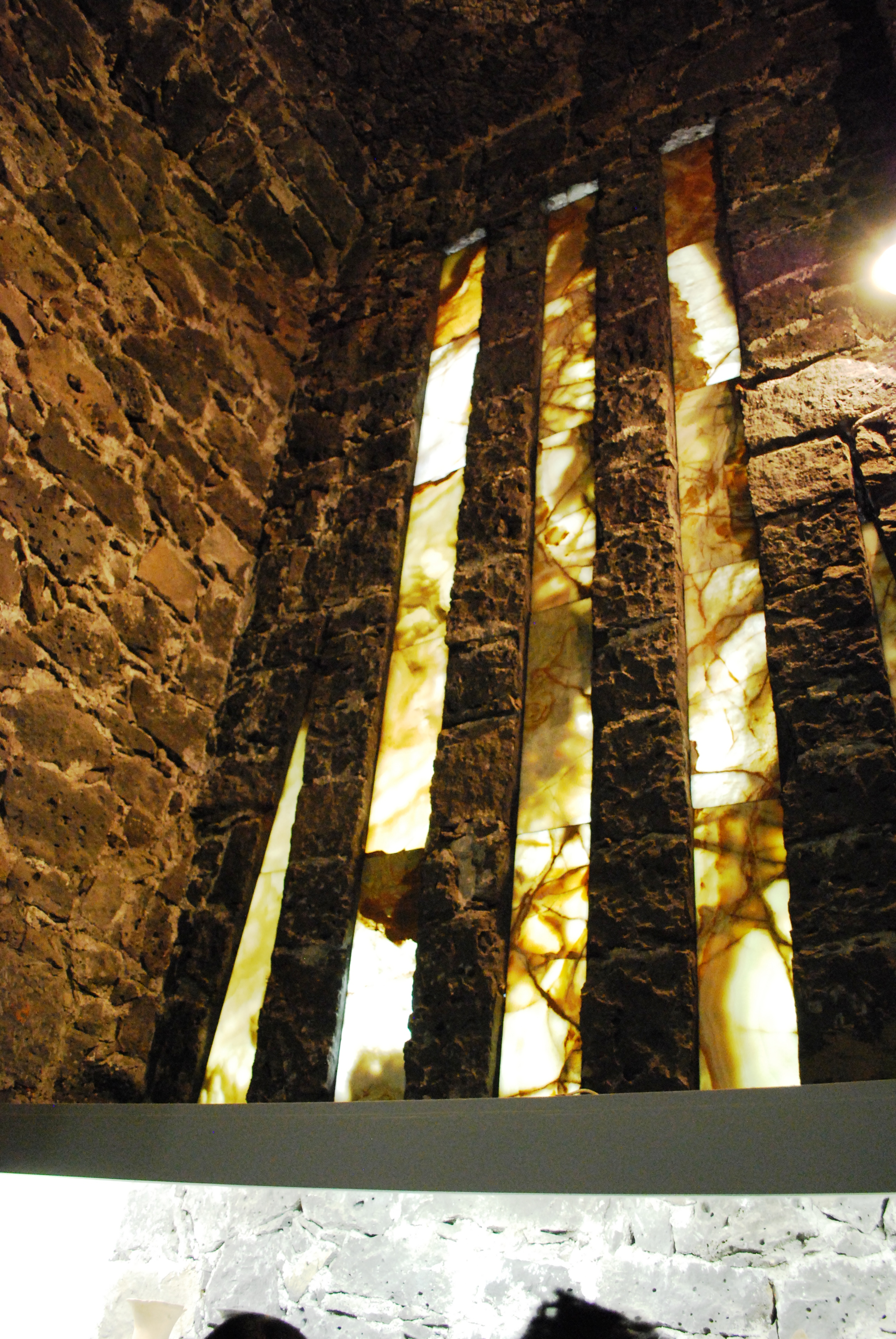
Перший поверх, вікно музею
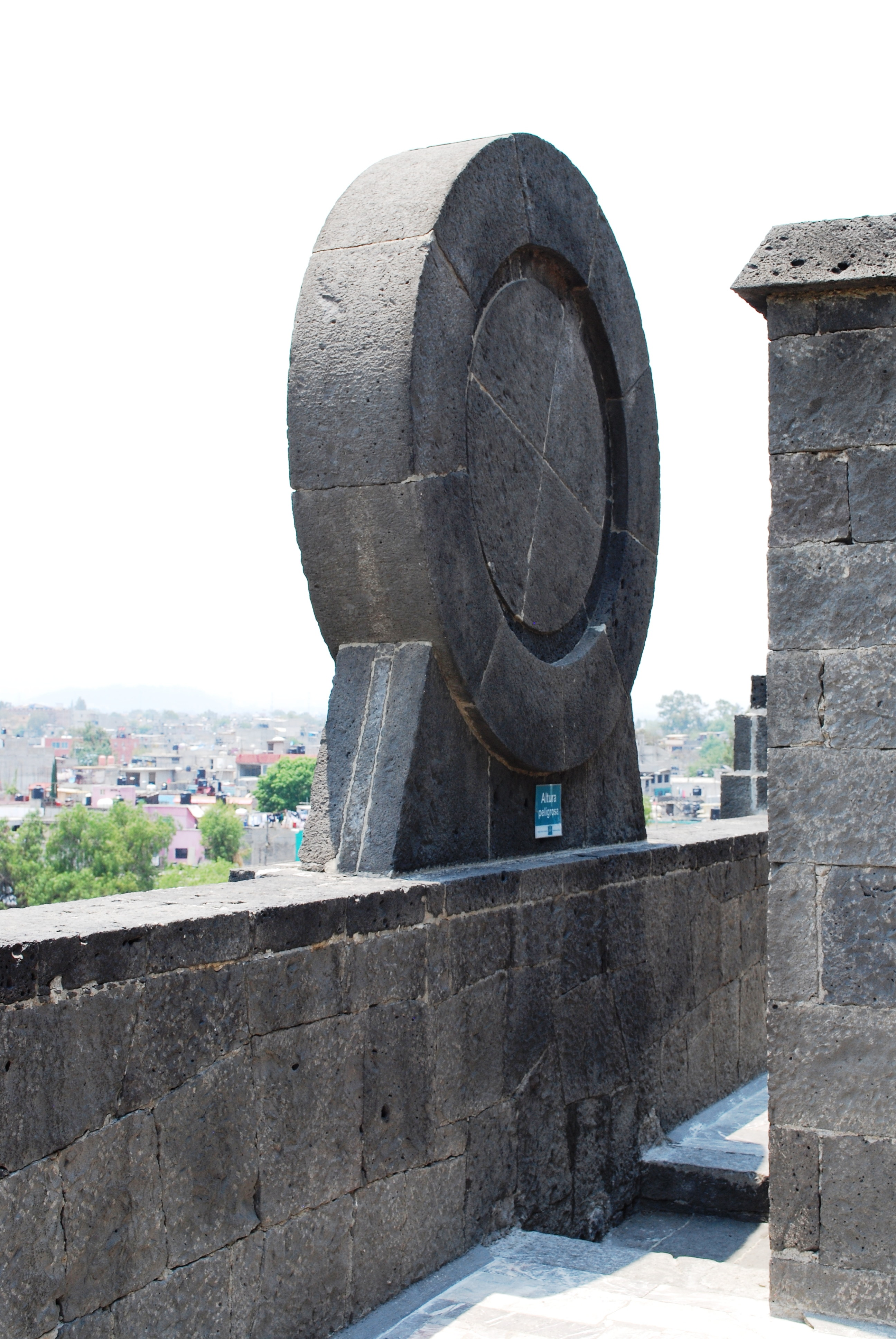
Сонячний диск на споруді музею
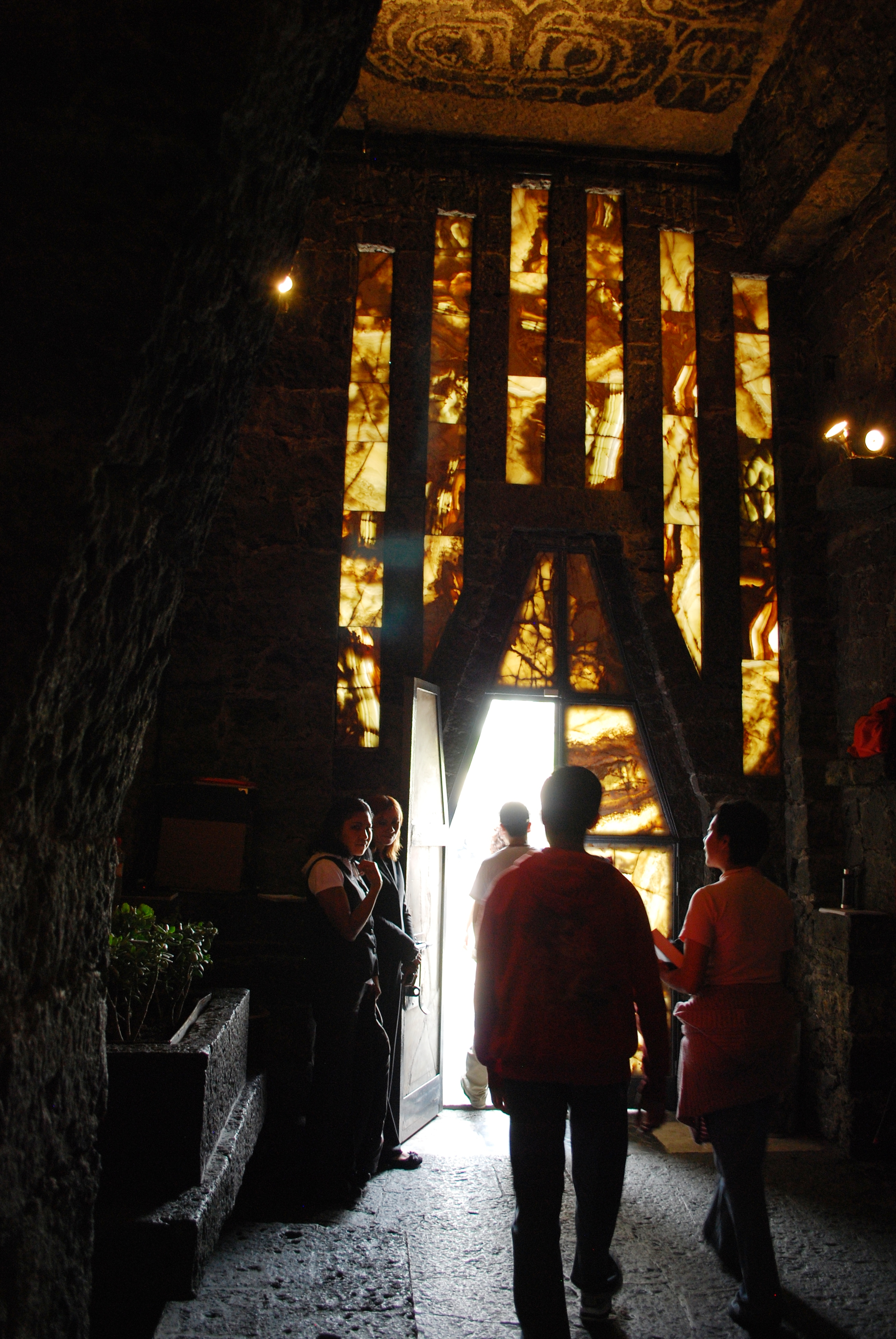
Головний вхід
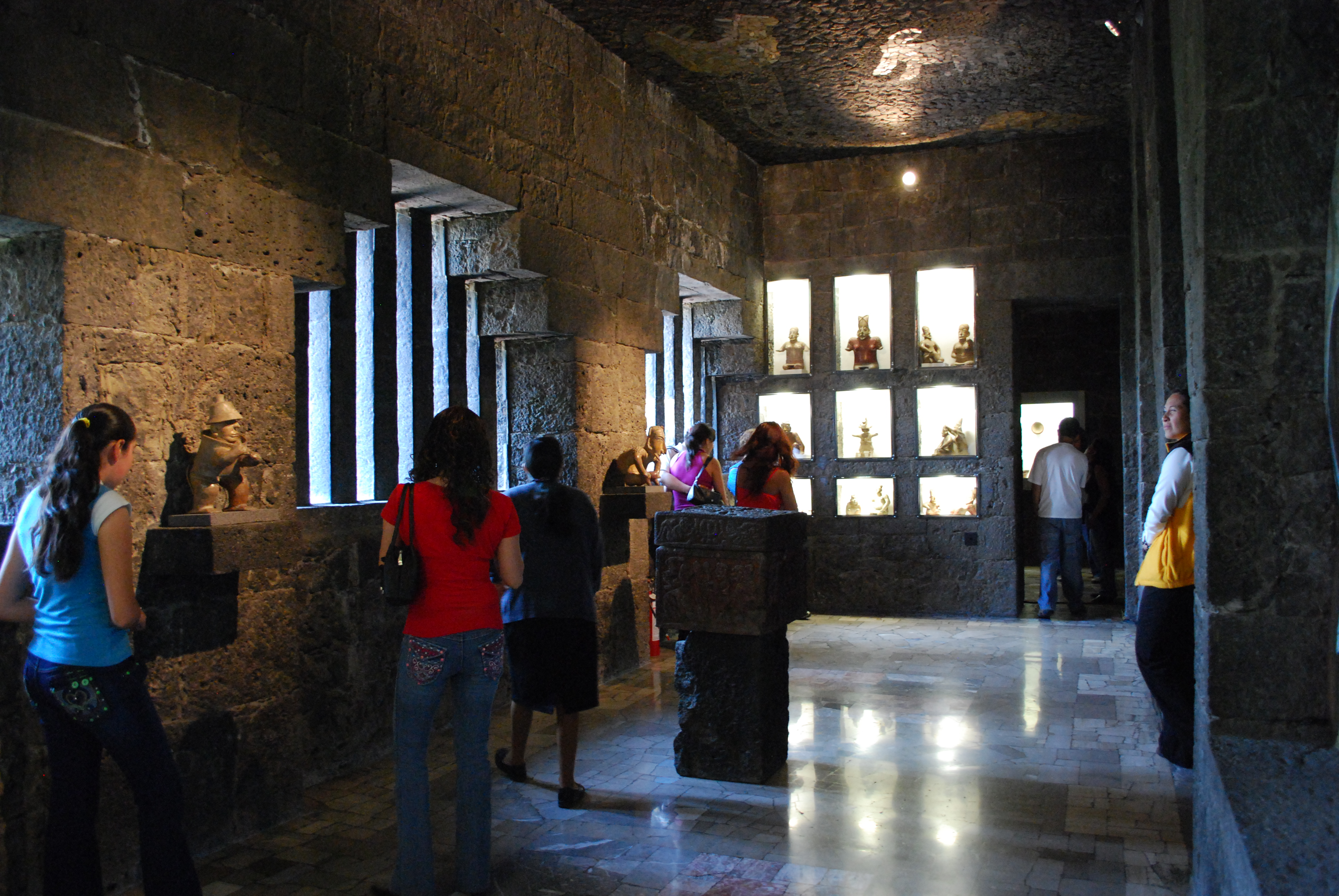
Вестибюль
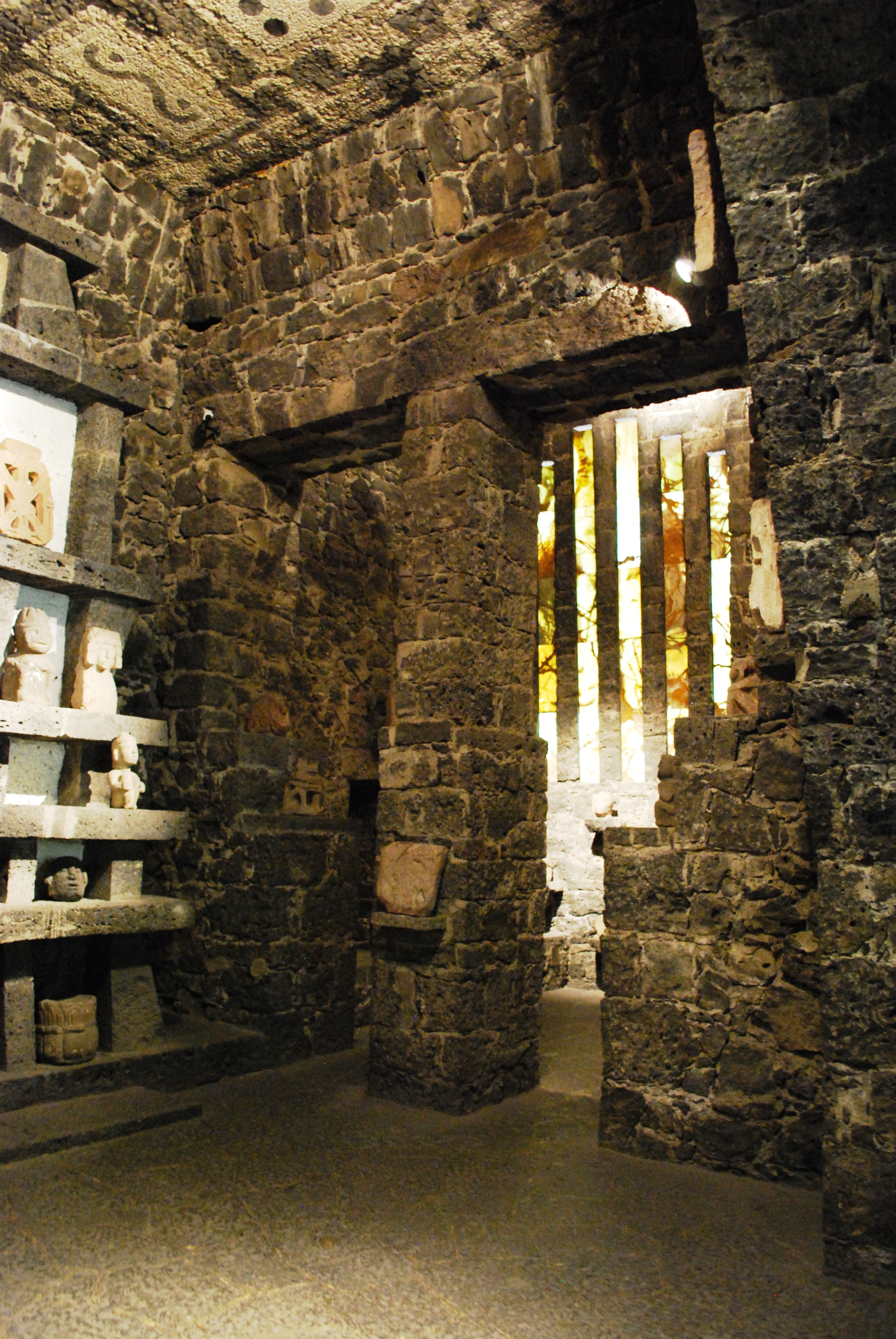
Частка експозиції
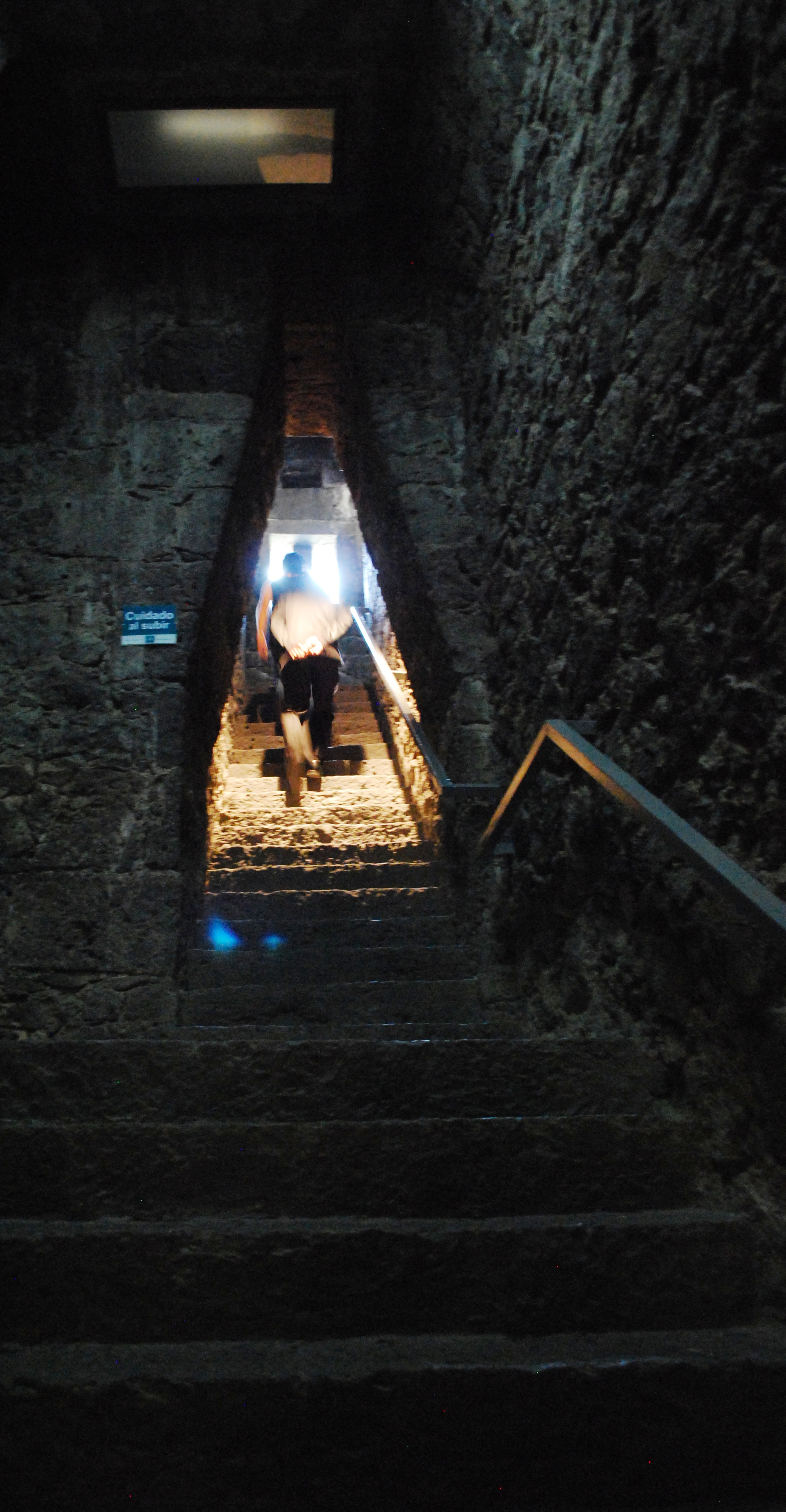
Музейні сходи

## Фонди і експозиція

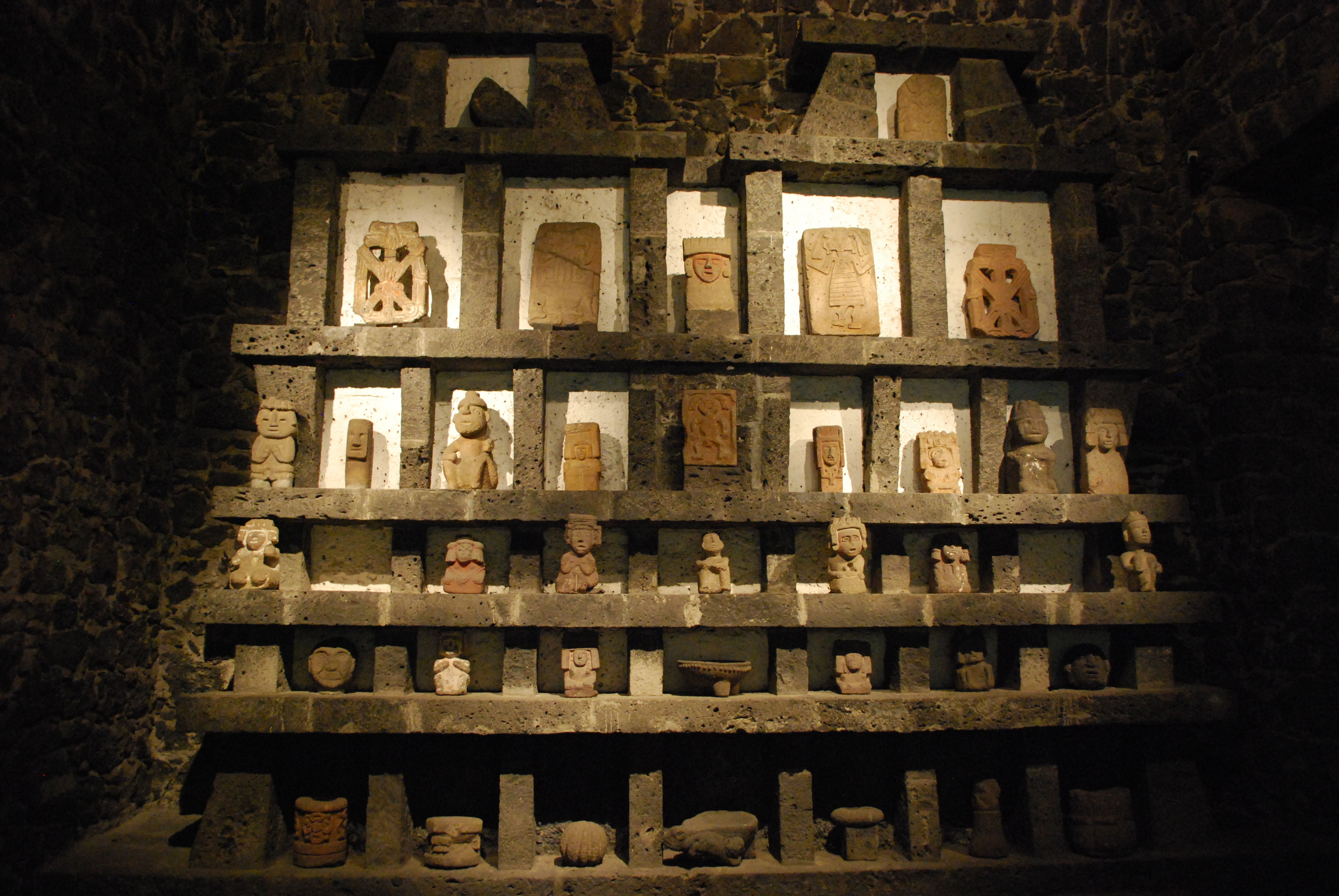
Керамічні і кам'яні артефакти архаїчних культур

Музейна концепція після смерті замовника зазнала декотрих змін. До археологічних колекцій (що демонструють архаїчні культури) додали витвори народних ремесел. До збірок надійшли розфарбовані фігури, виготовлені з пап'є-маше і котрі використовують на свято всіх святих (День мерців).

## Галерея обраних експонатів

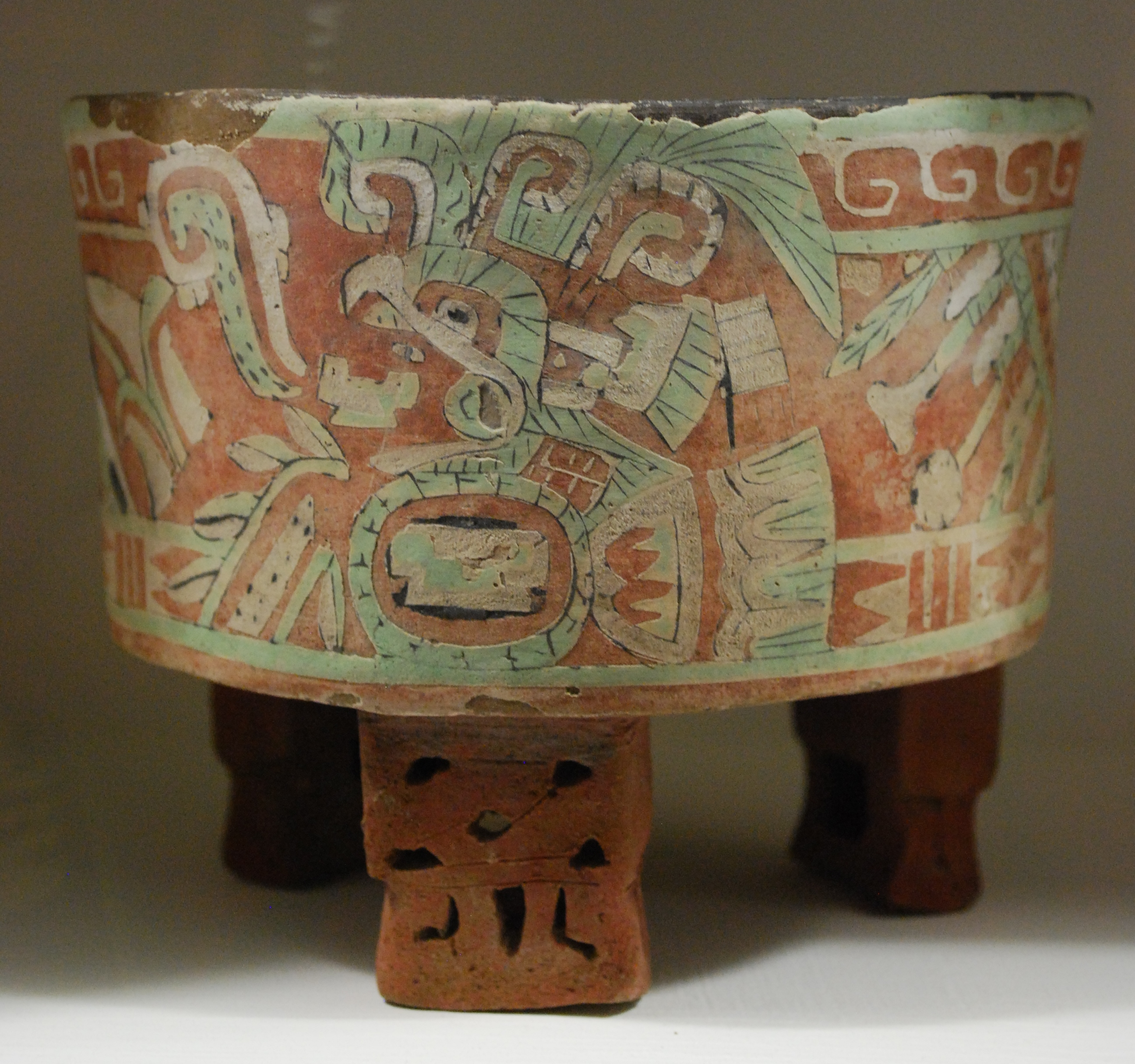

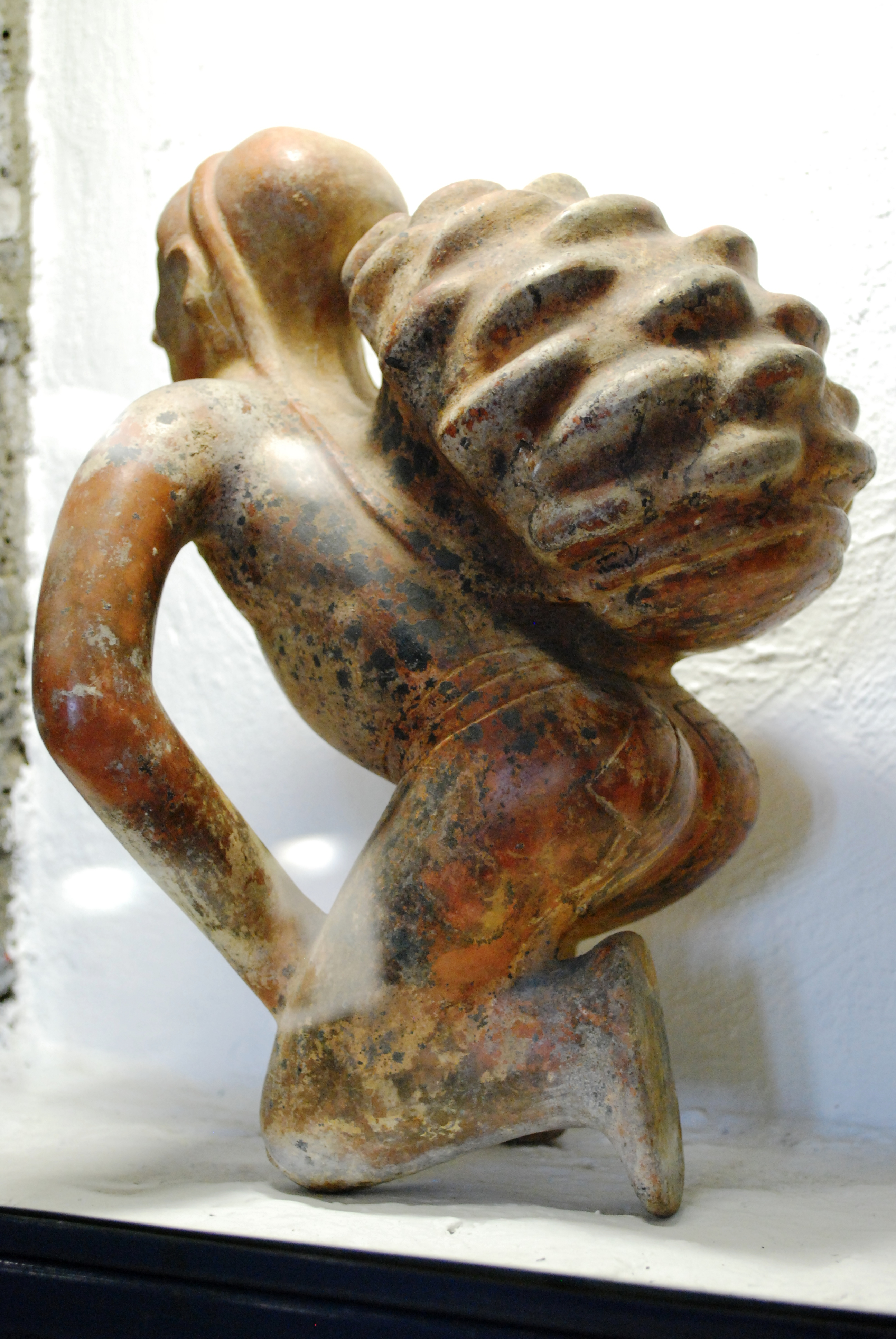

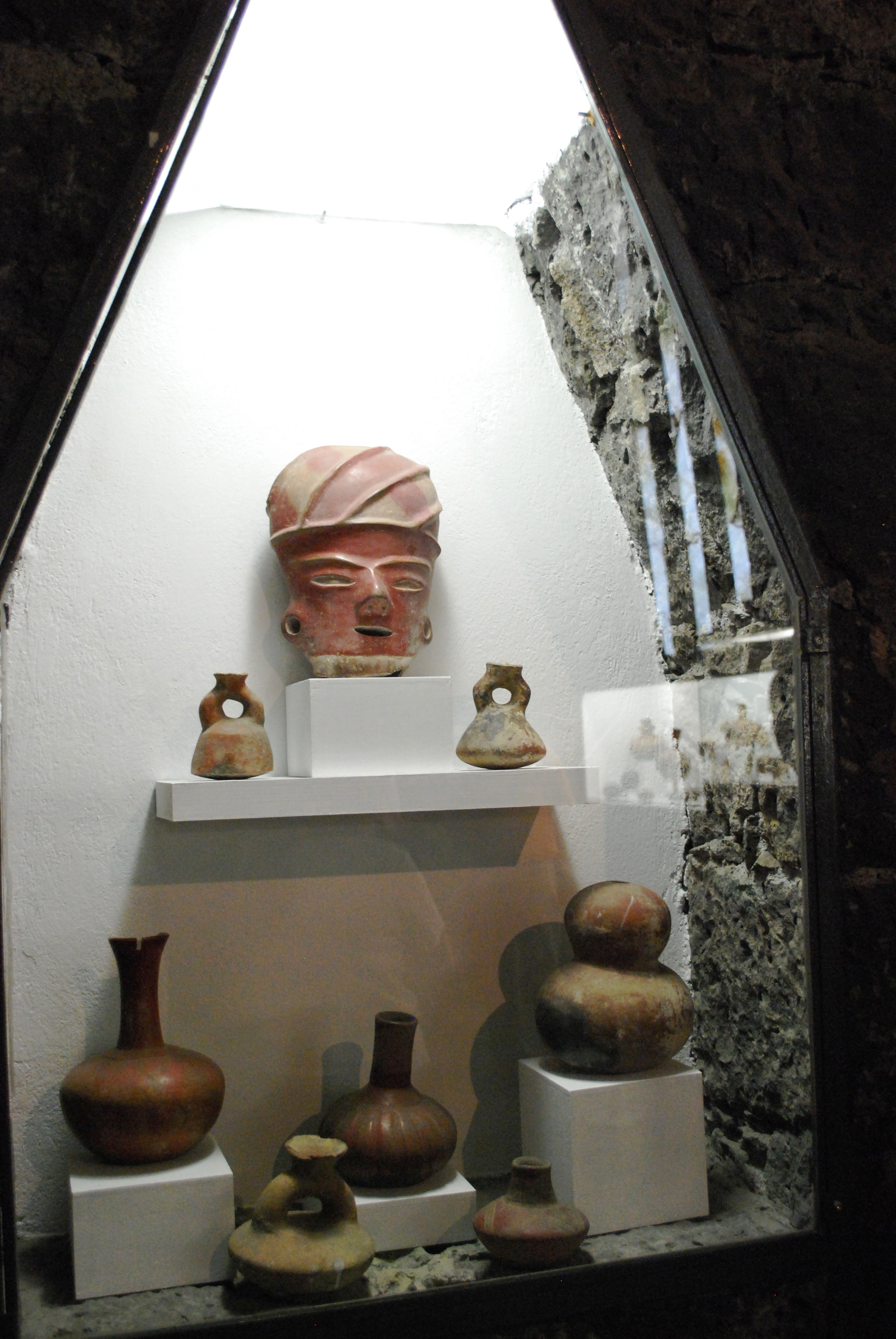
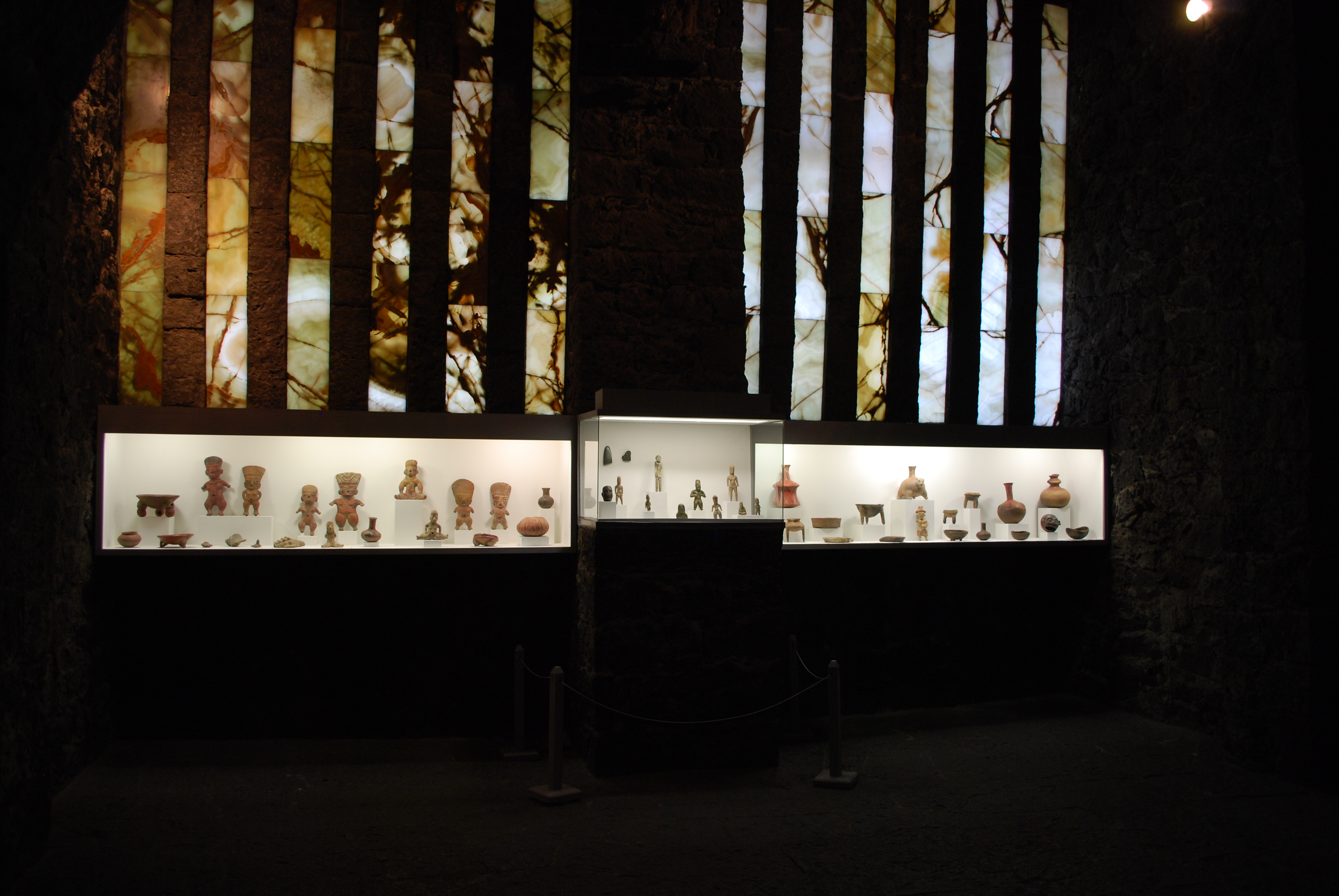
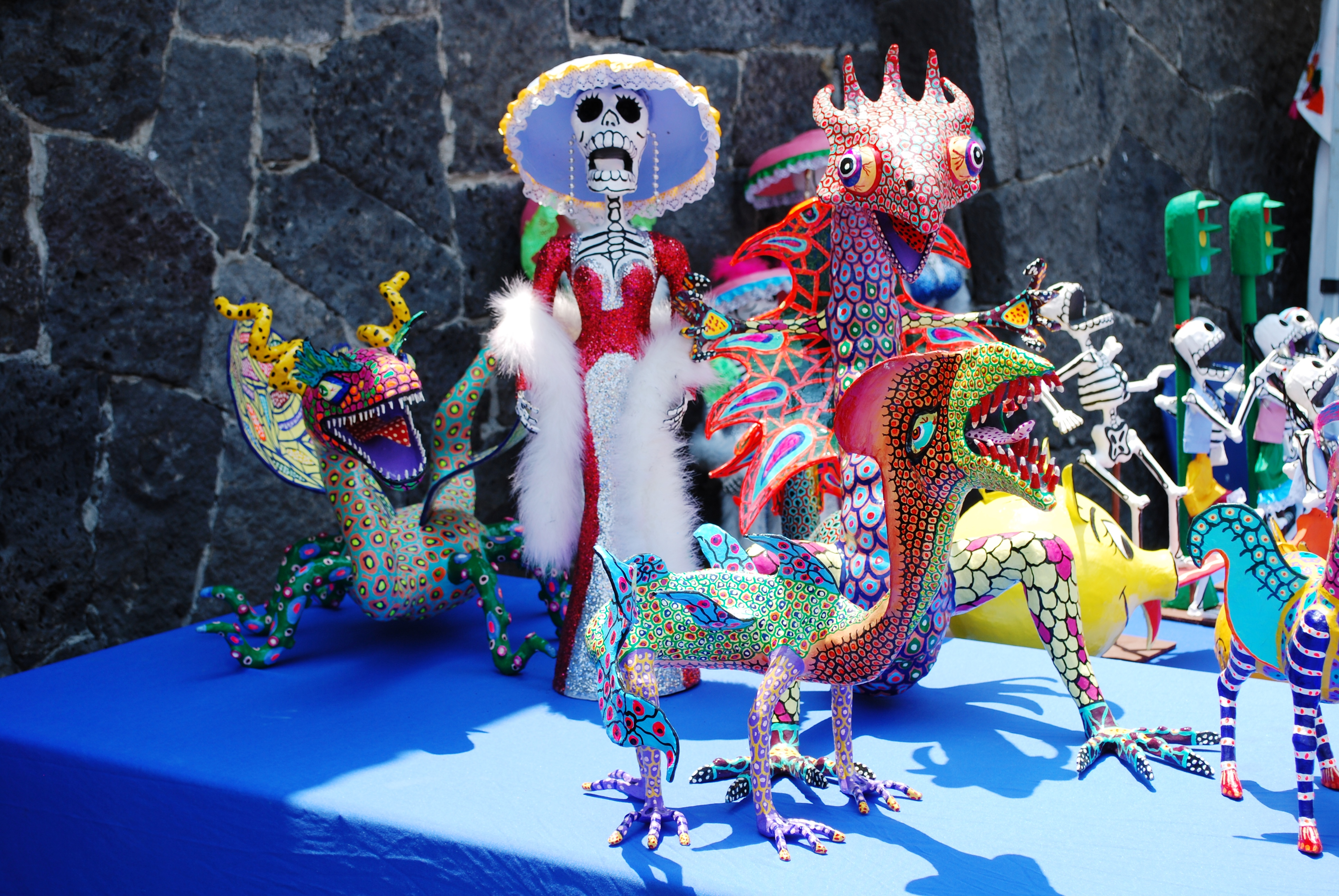
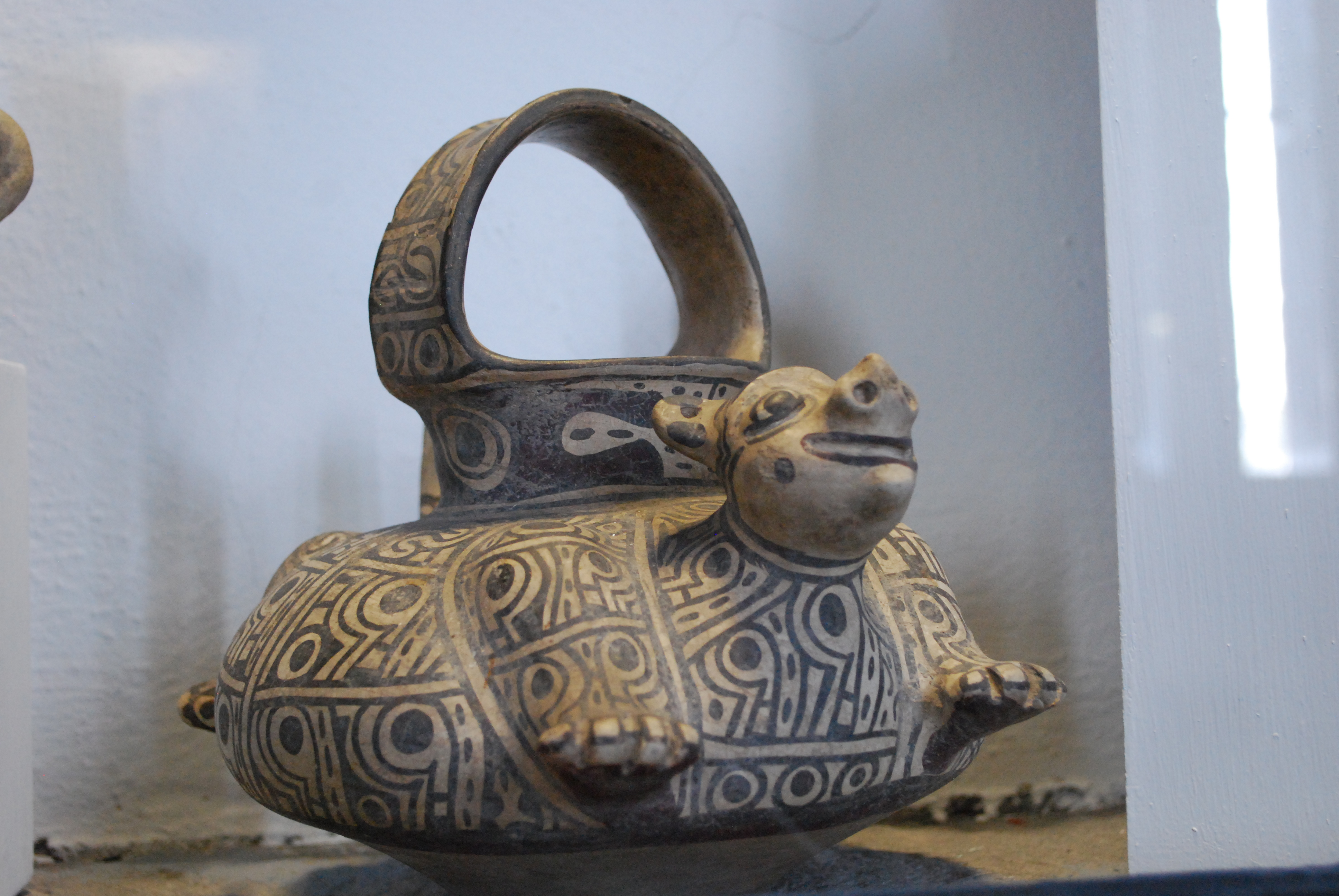
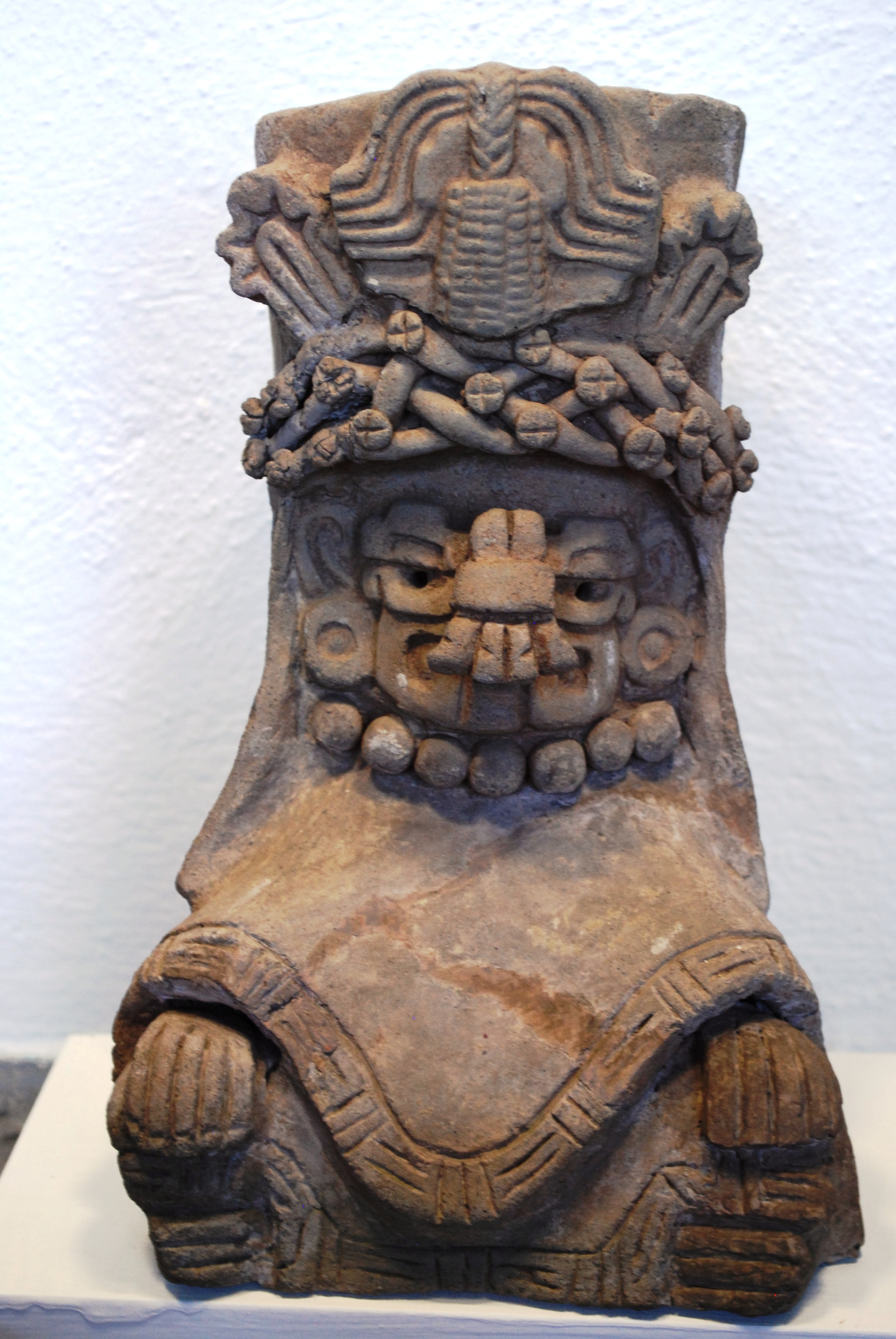
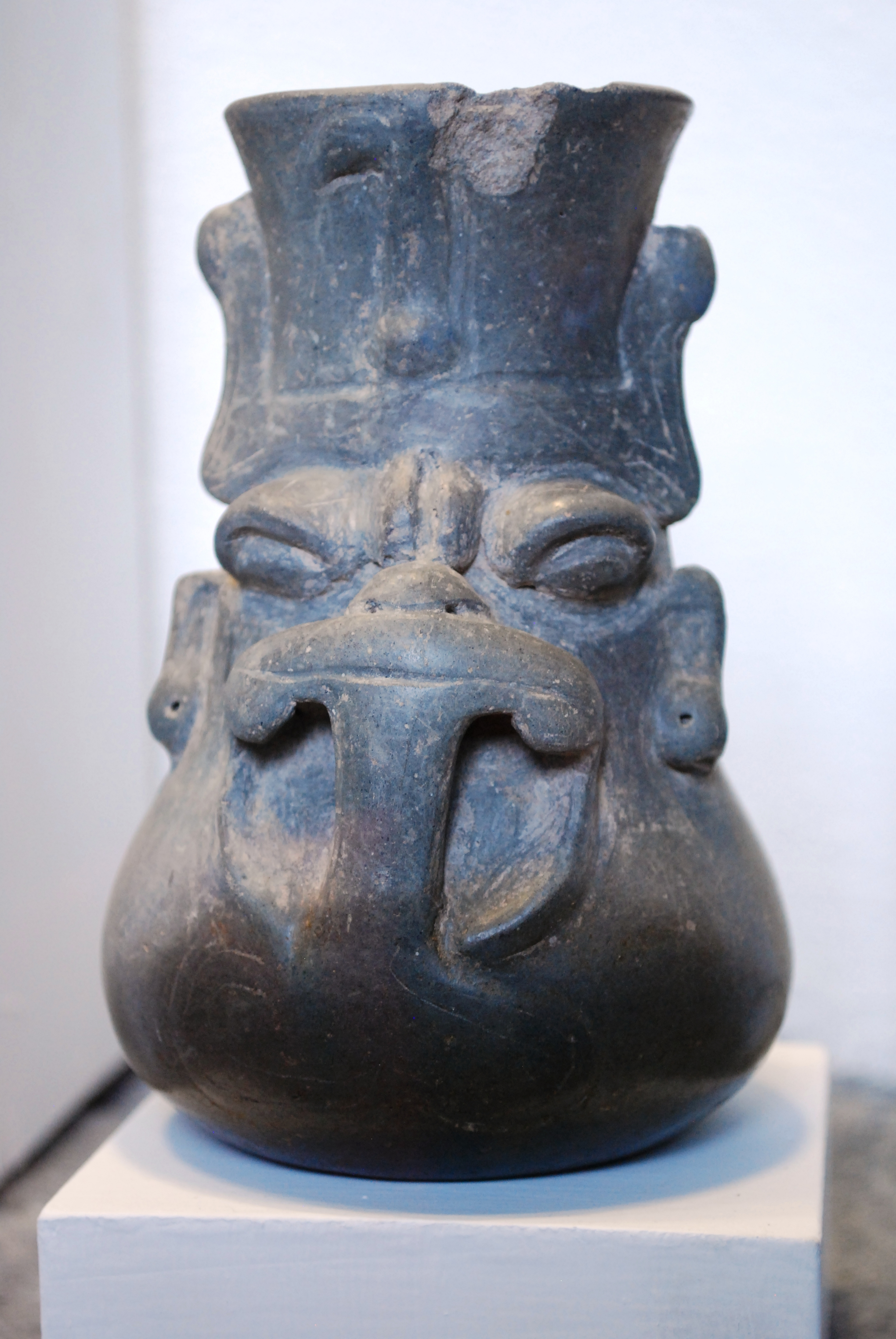
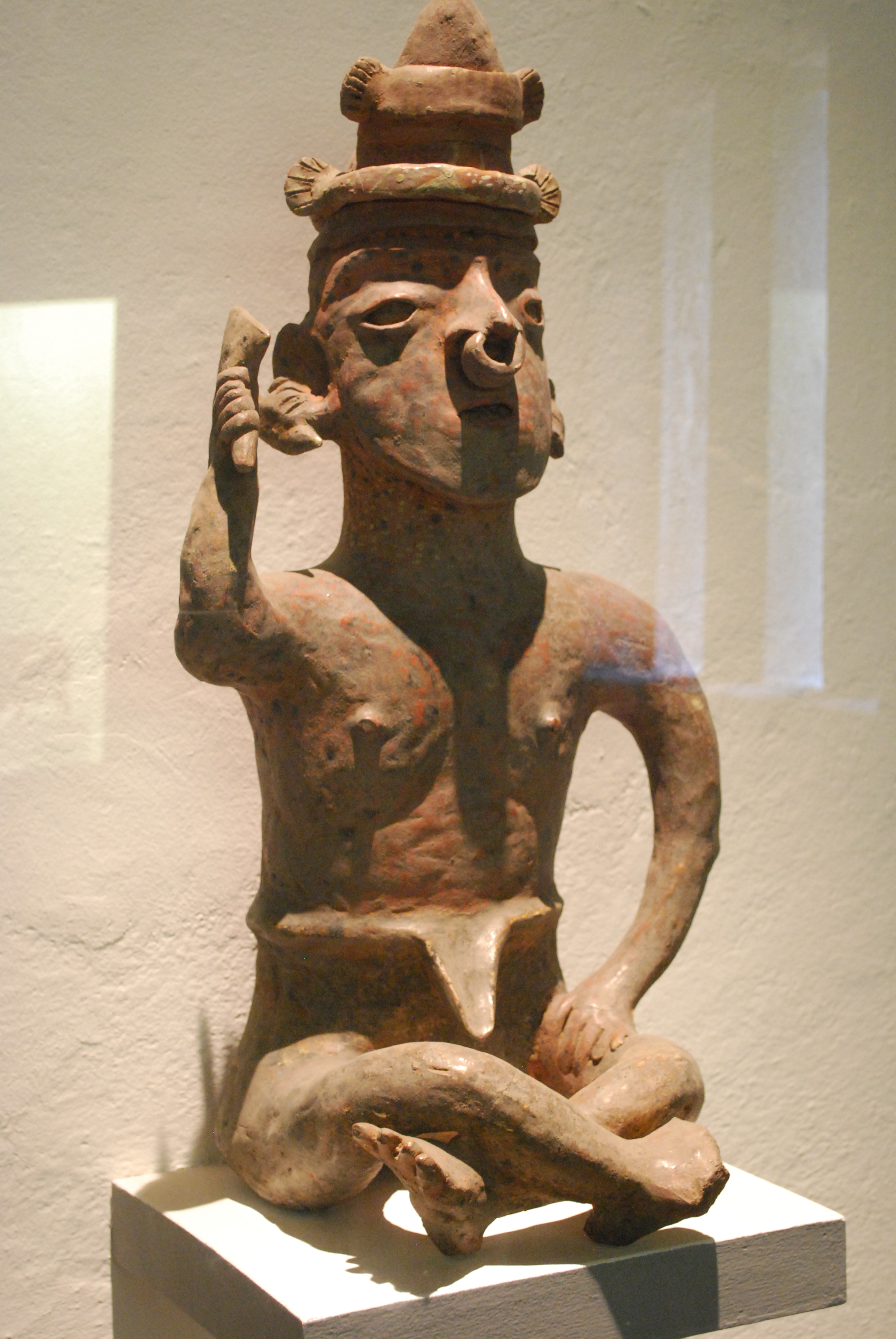
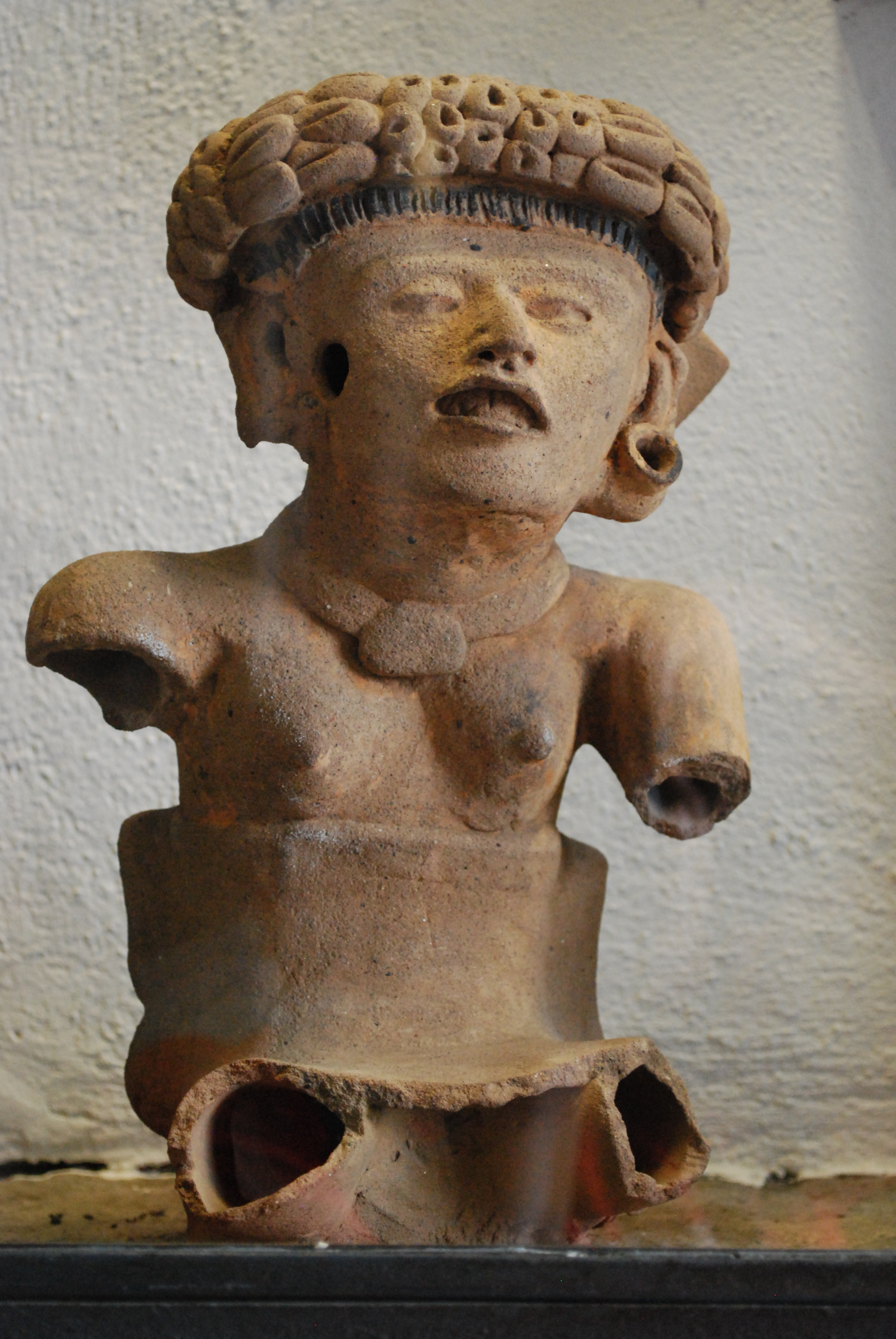
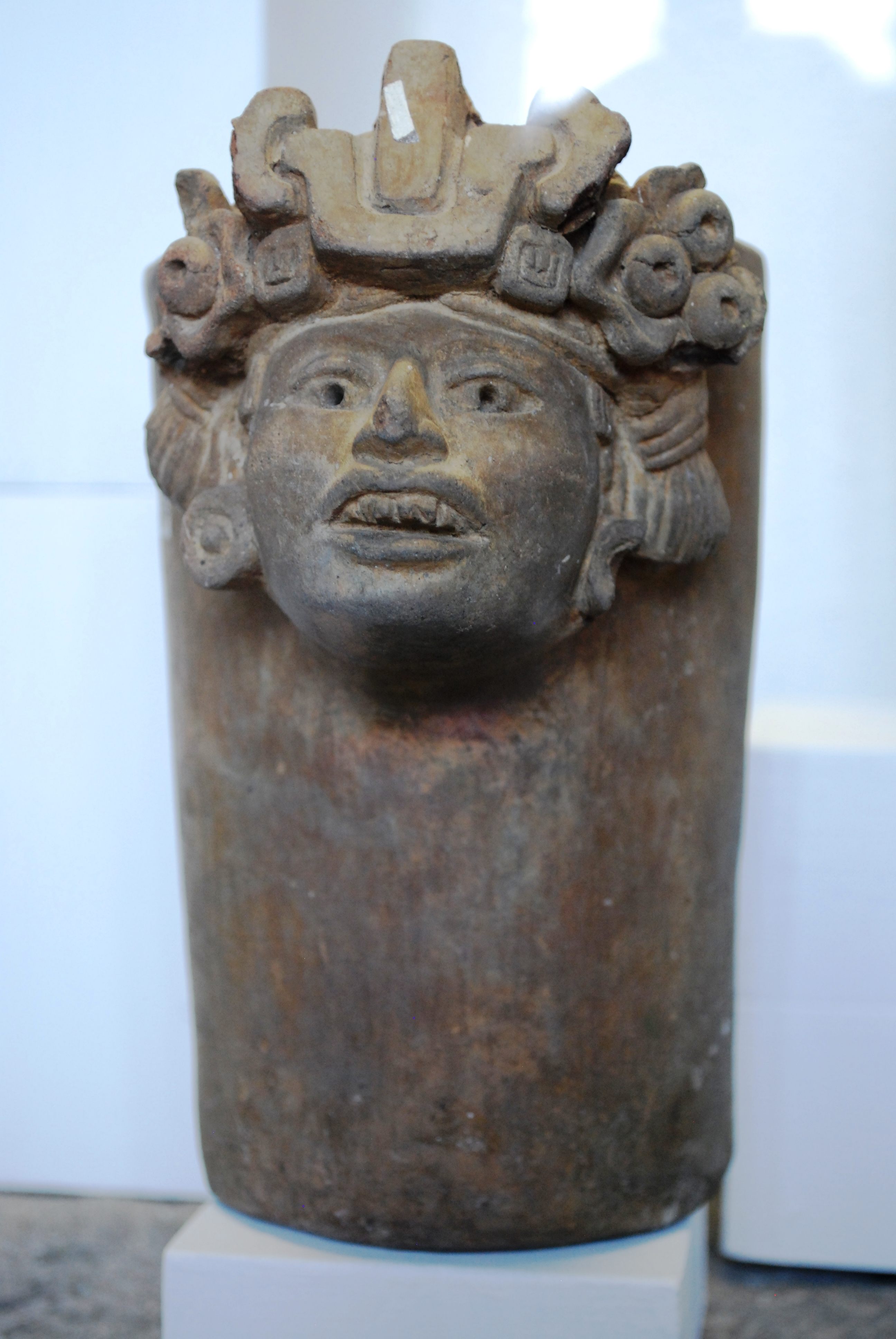
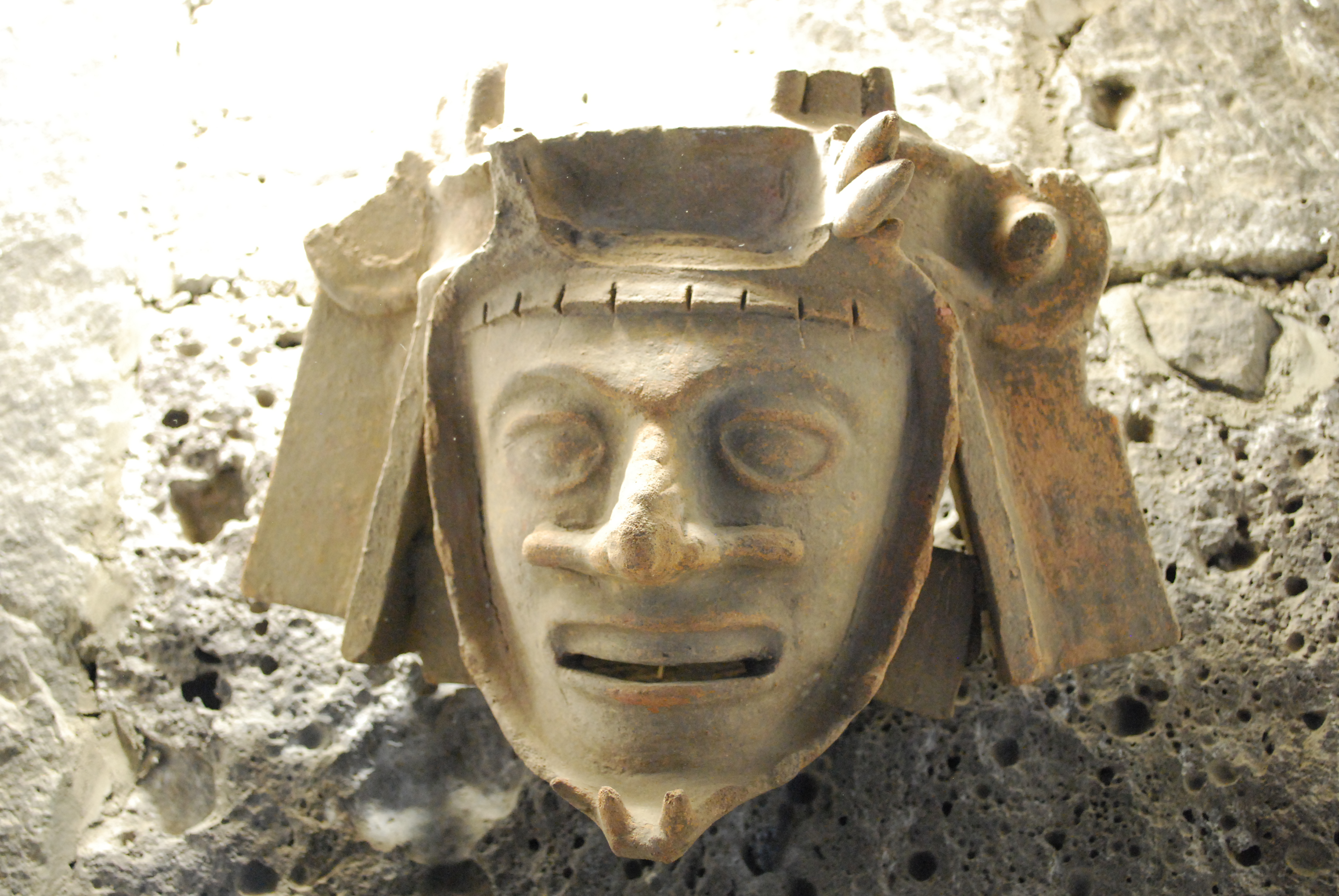
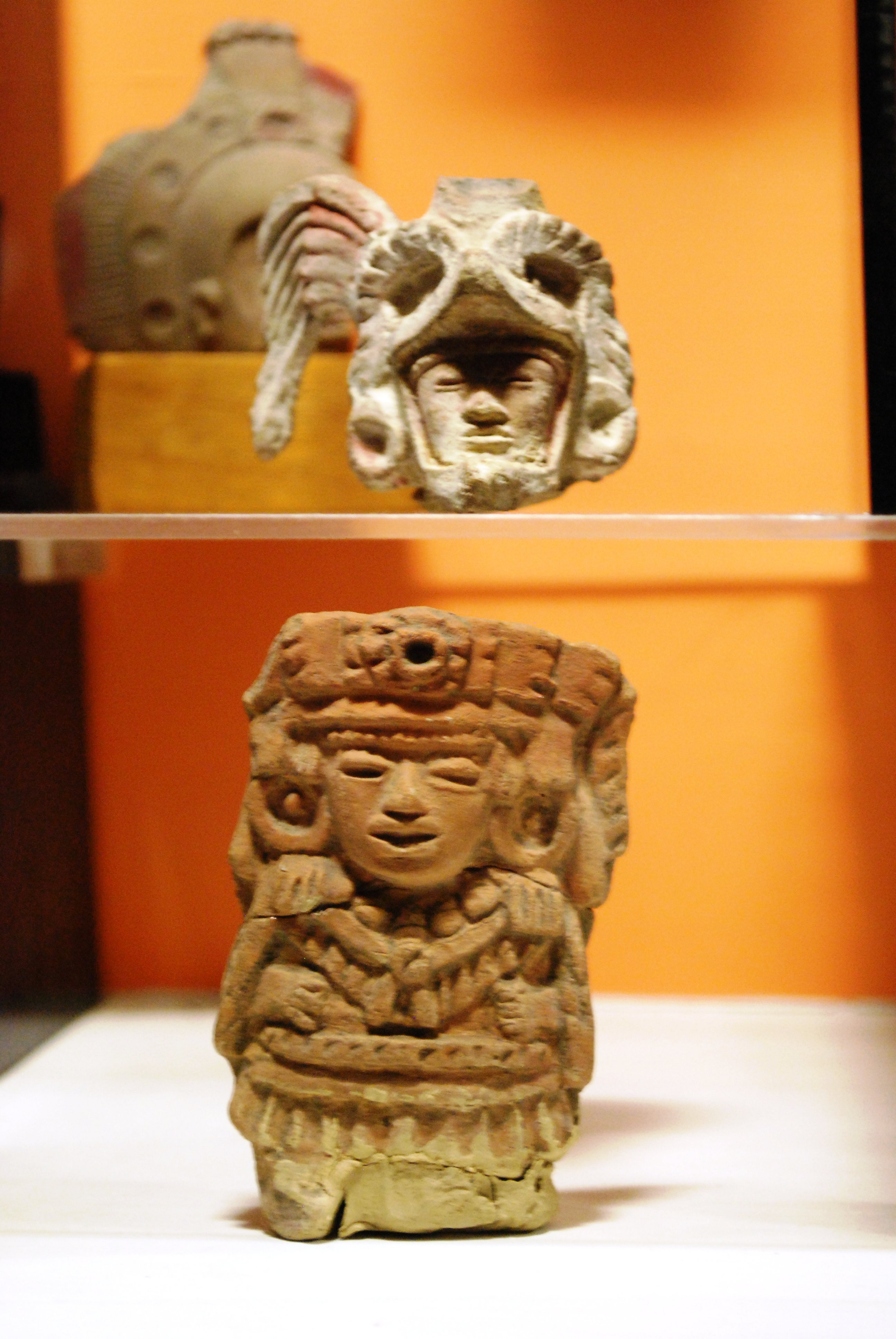
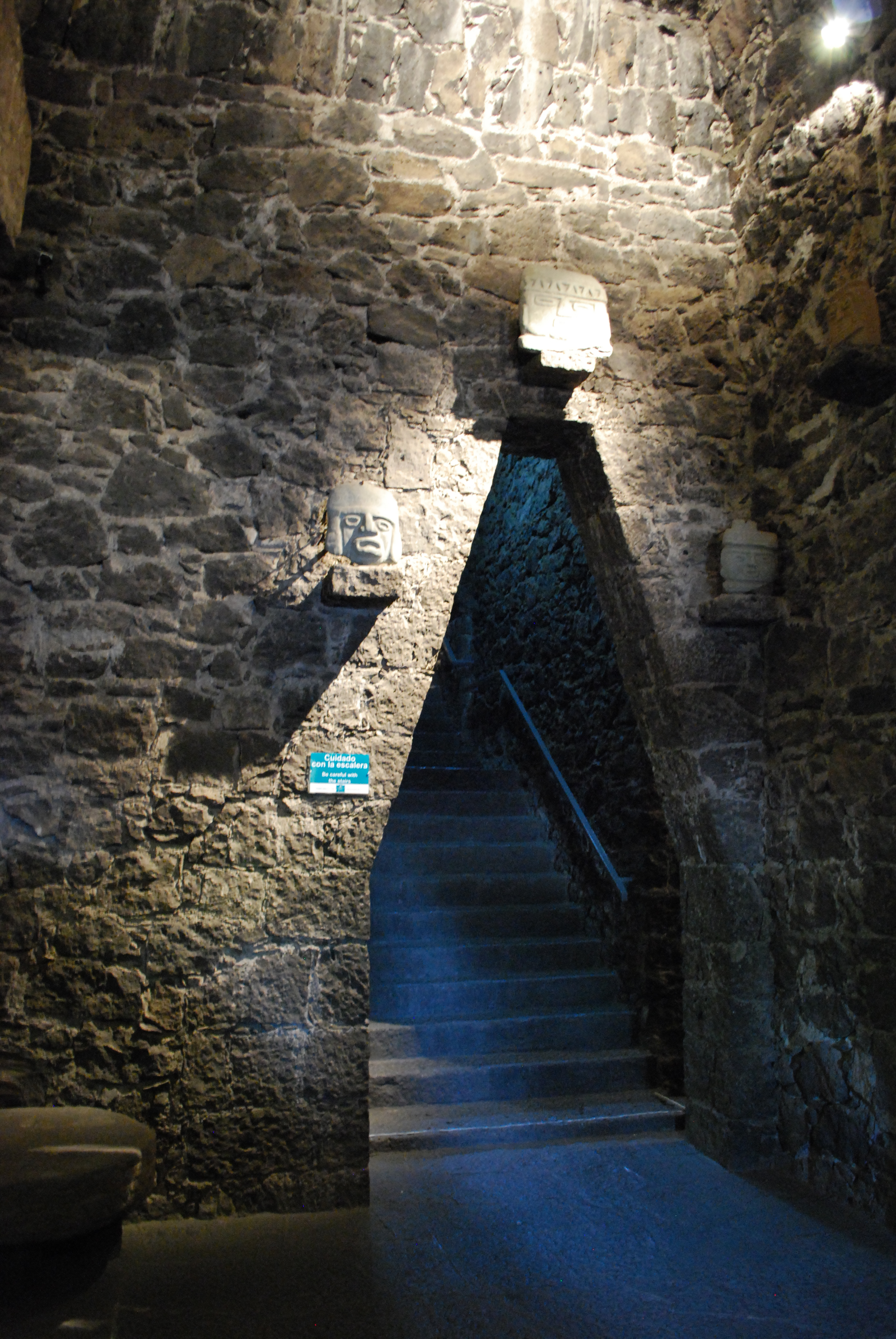

## Адреса музею
Calle Museo No. 150, Colonia San Pablo Tepetlapa, Delegación Coyoacán, c.p. 04620.